# ダイビングクイズ
『ダイビングクイズ』（Diving Quiz）は、1964年4月8日から1974年3月31日までNETテレビ（現:テレビ朝日）系列局で放送された毎日放送制作のクイズ番組である。当初はモノクロ放送だったが、1969年11月2日放送回よりカラー放送となった。

## 概要
解答者席が滑り台である。その滑り台に掴まり、さらに解答者は軍手をはめてクイズに答える。
誤答やお手付きすると、滑り台の角度が上がって行き、耐え切れずに落下（ダイビング）すると失格（リタイア）。落下地点は無数の風船プール（初期の頃は下にトランポリンで後期は大量の風船が入ったボックスである）だった。知識だけではなく、体力も必要なクイズ番組であった。

### 放送時間
関東地区での放送時間は次の通り（いずれも日本時間）。
番組開始当初の水曜昼枠は、1963年（昭和38年）6月から9月まで『大正テレビ寄席』が放送されていた枠で、「大正テレビ寄席打ち切り事件」によって空いた枠をMBSが獲得し全国ネット枠としたのが始まりである。その後、NETが『アフタヌーンショー』を立ち上げる際、日曜日午後に移動して終了まで維持された。
- 水曜 12:15 - 12:40 （1964年4月 - 1964年12月）
- 日曜 15:45 - 16:10 （1965年1月 - 1965年3月）
- 日曜 14:45 - 15:10 （1965年4月 - 1965年9月）
- 日曜 14:00 - 14:25 （1965年10月 - 1974年3月）

なお1969年12月28日は、前日の12月27日（土曜日）に「第32回衆議院議員総選挙」投票が行われ（現在最後の非日曜投票）た関係上、NET12:00 - 15:55に選挙特別番組が編成されたため、12月31日の17:05 - 17:30に変更放送、珍しく特番での枠変更になった。

### スポンサー
番組スタートからしばらくは、前番組『グロリアホームクイズ 歌って当ててハイ何点』に引き続き、魔法瓶等のメーカー・グロリア魔法瓶製作所の単独提供であった。この時は「グロリア・ホームゲーム」という冠タイトルが付いていたが、後にネッスル・ピアスの2社提供となり、末期には複数社提供に移行した。

## 番組ルール

### 初期（1967年4月まで）
個人戦方式の一回勝負。
- 解答者は滑り台につかまる。解答者に対し全7問のクイズが出題され、誤答や答えられないときは滑り台の傾斜（角度はだいたい10度 - 15度）が上がる。
- 4問間違えるか、耐え切れず下に落ちたところで失格となる。

### 中期（1967年5月より）
勝ち抜き制、ただしルールは個人戦のルールを引き継いだ。
- 問題は交互に出題される（その際に出題者は「○○さんへの問題」と必ず言っていた）。問題は、出題者とアシスタントの後方にある60個のランプから1つ選ぶ。
- 対戦者のどちらかが4問間違えるか、滑り台の傾斜に耐え切れずに滑り落ちた時点で残った方の勝ち。勝った方は勝ち抜き数字が書かれたメダルを受け取って首に架ける。
- 5人勝ち抜いた時点で天井から大量の紙吹雪が降りチャンピオンとなり（その時は滑り台が自動的に傾き落とされる）、「グロリア賞」（ネッスル・ピアス提供時代は「チャンピオン賞」）を獲得。
- 中盤戦になると、1回戦だけゲストとして芸能人1名が解答者として参加。なおルールは通常と同じ。

#### 増補（1970年より）
- 芸能人の解答者参加が廃止、代わって第1戦前にゲスト歌手が会場で持ち歌を披露、そのゲストは第1戦の問題も選んでいた。
- 滑り台が3段傾いても落ちなかった解答者（3段傾くと、かなり傾斜がきつくなり落ちる者が増えてきた）は、勝敗に関係無く「特別賞」が貰えるようになった。
- 年に何回か行われる「団体戦（子供大会など）」では、勝者でも滑り台が傾いて落ちるようにされていた（これは末期でも同じ）。

### 末期（1973年4月以降）
勝ち残り者と挑戦者が対戦する勝ち抜き制。芸能人の参加は（ゲスト大会を除き）廃止された。
- 答えが分かったら「はい!」と発声して、早く発声した方の解答者に解答権があり、正解すると相手の滑り台の傾斜が1段（約15度の角度）上がり、不正解だと自分の滑り台の傾斜が一段上がる。
- どちらかが、傾斜に耐え切れず風船の海に落ちるか、相手の滑り台の傾斜が6段階になったところでゲーム終了。勝ち抜きとなる。メダルは廃止され、セット上部の電光掲示板に勝ち抜き数字が映される様になった。
- 最終的に7人勝ち抜いた時点で天井から大量の紙吹雪が降る。勝ち残り者はチャンピオンとなり、海外旅行（グァム旅行）を獲得する。
- 勝ち抜き優勝した出場者も『勝利のダイビング』として司会に促されて自分から風船の海へダイビングしたため、出場者はすべてダイビングして解答席から降りる形式だった。

## ネット局
- 毎日放送（制作局）
- NETテレビ（現:テレビ朝日）
- 札幌テレビ（当時は日本テレビ系・フジテレビ系クロスネットでNET系列外。北海道テレビ開局後も1970年3月まで放送） → 北海道テレビ（1970年4月から終了まで）
- 青森放送（日本テレビ系、青森テレビ〔当時はNET系・TBS系クロスネット〕開局後も移行せず継続）
- 宮城テレビ（1970年10月開局から、当時は日本テレビ系・NETテレビ系のクロスネット）
- 新潟総合テレビ（1969年から。現:NST新潟総合テレビ。当時はフジテレビ系・日本テレビ系・NET系のトリプル・クロスネット）
- 信越放送（TBS系、土曜15:45 - 16：10）
- 北日本放送（日本テレビ系列、火曜 17:00 - 17:30[6]→土曜 12:30 - 12:55[7]）
- 東海テレビ（フジテレビ系、1960年代） → 名古屋放送（現:名古屋テレビ、NET系の単独ネットとなった1973年4月から[要検証 – ノート]）
- 岡山放送（1969年4月開局から。当時の放送対象地域は岡山県のみでフジテレビ系・NETテレビ系のクロスネット）
- 中国放送（TBS系、木曜16:15 - 16：40、1970年6月25日まで）
- 西日本放送（瀬戸内海放送開局後もしばらく継続）→ 瀬戸内海放送（当時の放送対象地域は香川県のみ）
- 九州朝日放送

## 賞金

### 5人抜き時代
- 1問正解につき、￥1,000
- 勝ち抜き賞 1人につき、￥10,000
- 優勝賞金（グロリア賞⇒チャンピオン賞） ￥100,000

### 7人抜き時代
1. ￥20,000
2. ￥40,000
3. ￥60,000
4. ￥80,000
5. ￥100,000
6. ￥200,000
7. ￥300,000

※正解の時の賞金は廃止された。

## 主な出演者

### 司会者
- 初代…千葉信男（喜劇俳優、1964年4月 - 1964年9月）
- 2代目…若井はんじ・けんじ（上方漫才師、1964年10月 - 1973年3月）
- 3代目…ジェリー藤尾（歌手・タレント、1973年4月 - 1974年3月）

### 出題者
- 初代 三井洋子
- 2代目 水谷勝海（当時毎日放送アナウンサー）

### アシスタント
- 桜井一枝（1969年頃）

## 同番組の形式を行っていた番組
ここでは「クイズ」「ゲーム等」に分けて紹介する。

### クイズ
- フジテレビ『とんねるずのみなさんのおかげです』同番組の企画として放送された。タイトルとルールは本家末期と同じだが、解答者は「み」「な」「さ」「ん」、「10点」「20点」「30点」の計12枚のパネルから選んで問題に答える（同じフジテレビの『クイズグランプリ』を模したもの）。「10点」では1段、「20点」では2段、「30点」では3段傾く。
- NTV『NTV紅白歌のベストテン』…1976年 - 1978年頃の夏に開催する「プール大会」の1コーナーとして、「紅白対抗 曲名当てダイビングクイズ」が行われていた。ルールは本家末期と同じ。問題は曲名当て。プールに落ちた歌手が負けとなる。なおセットは本家とは逆に滑り台の端が下がっていく方式。また傾くと、滑りやすくするために滑り台に水が流れ出していた。
- NTV『アメリカ横断ウルトラクイズ』…第3回（1979年）、第4回（1980年）、第9回（1985年）のハワイ・ワイキキ海上の船中で「ダイビングクイズ」（第9回では「ワイらキキ一発クイズ」）が行われてた。解答者は船に突き出した板の上にまたがり（第4回は板の端に乗る）クイズをする。相手が2問正解して勝抜くと、自分の板は傾いて解答者は海に叩き落される。第9回では、1問答えると相手の板が傾き（不正解は自分が傾く）、2問間違えると落とされる。
- フジテレビ『オールスター10人10種競技』（『火曜ワイドスペシャル』枠で放送[8]）…芸能人が様々なクイズを行う企画で、「クイズダンプショック」というコーナーがあった（タイトルはテレビ朝日『クイズタイムショック』のもじり）。内容は○×クイズ。解答者は「○」「×」の手袋をはめてダンプの荷台に乗り、正解だと思う方の手袋を上げる。不正解だと荷台が傾き、落とされると終了。
- フジテレビ『クイズ・ドレミファドン!』…「クイズふんばりショック」というコーナーがあった。解答者は自転車を模したセットのドロヨケにつかまり、5つのパネルから選んだ芸能人からの8つの問題に答える（外国人の時は○×問題。芸能人の時は本人に関する問題）。不正解だとドロヨケが傾き、4問間違えると落とされる。本家の初期に近い。
- NTV『平成あっぱれ開運祭!!チョー縁起いいTV!』…「身代わりダイビングクイズ」を行った。モーニング娘。メンバー内の1名とコメディアン1名で構成された2人1組の3チームで参加。コメディアンは滑り台に乗り、モー娘。メンバーは風船の海の前の解答者席に座る。前の解答者が早押しし、正解すると他チームの滑り台が1段傾く（間違えると自チームの滑り台が傾く）。最後まで残った人のいるチームが勝ち。
- TBS『怪傑黄金時間隊!!』『いきなり!クライマックス』…双方で1回ずつ、高田純次と山瀬まみのコーナー司会で『復刻版!ダイビングクイズ』というコーナーがあった。ルールは中期と同じだが、勝抜き式では無いので、勝者も滑り台から落とされる（本家の団体戦に近い）。なお「風船の海」は、本家の様にトランポリンの上に積まれているのではなく、文字通りプール上に積まれていた。またセット上部には、グロリア魔法瓶が提供でないにもかかわらず、「グロリア<当社の社紋>マホービン」と掲げられていた。
- TBS『バリキン7 賢者の戦略』…「地獄のすべり台」というコーナーがあった。KinKi Kids率いる「バリキン軍」6名と、宍戸錠率いる「魔王軍」の筋肉怪人（池谷幸雄かアジャ・コング）と1対6の対決。マグマ（CG合成）の上の滑り台に乗り、与えられたお題の言葉を答える。答に詰まったりすると、全員の滑り台が傾き、マグマに落ちると失格。筋肉怪人が落ちるとクリア。バリキン軍が全滅すると失敗となる。なお後期は、堂本剛軍4名と堂本光一軍4名で戦う「ネオ地獄のすべり台」に変わった。
  - ほかにも、TBSではJNN系列の女性アナウンサーが報道の裏話を紹介したりしながらゲームやクイズに挑戦する期末・期首特番で何度かこの企画が行われた。
- テレビ朝日『タイムショック21』…2001年8月27日と9月3日の放送で、大磯ロングビーチを舞台にして、「グラビアアイドル クイズNo.1決定戦」が行われた。解答者であるグラビアアイドルはウォータースライダーの滑り出しに設けられた解答席に座り、「タイムショック」に挑戦。5問正解以下だと「トルネードダイブ」と称し、台が傾いてプールに落とされる。なお9月3日放送分では解答席が高さ7mの飛び込み台に変更され、5問正解できないと席の後ろに設けられた巨大風船に圧迫されてプールにダイブさせられる「高所恐怖症克服トルネードファミリーリベンジへの道」も行われた。

### ゲームなど
- NTV『新・底ぬけ脱線ゲーム』…ある回で、「三段すげぇ山」（サンダー杉山のもじり）というゲームがあった。双方に備えられた滑り台の端に「底ぬけ」「脱線」両チームの出場者が寝そべり、司会の徳光和夫の合図と共に滑り台がどんどん傾く。残った方が多いチームが勝ち。
- フジテレビ『オールスター紅白大運動会』…1979年頃に「はいつくばり選手権」という競技が行われていた。紅白の出場者は紅白に色分けされた1台の滑り台の双方に座り、合図と同時に滑り台が傾く。ウレタンプールに落とされた方の負け。
- NTV『ヒット'76〜'79→恋はショッキング』…どちらもルールは同じ（『恋は…』は『ヒット…』のリバイバル版）。12人（『恋は…』は10人）の男性が椅子に座り、様々な質問に答えた後、「プリンセス」として登場する女性（一般公募。稀に女性ゲスト歌手）が気に入らない答を出した男性の数字のボタンを押すと、椅子が滑り台に変形して男性は落とされる。最後に残った男性が、プリンセスとのデート権を獲得する。
- フジテレビ『オレたちひょうきん族』…「クイズ」（クイズ皆ショック）をテーマとした「THEタケちゃんマン」コントで、タケちゃんマン（ビートたけし）とブラックデビル（明石家さんま）が「ダイビングクイズ」で勝負をした。たけしとさんまがはんじ・けんじの当たりギャグ「頭の上からピーコピコ」のセリフを発した。ちなみにスポンサーの看板は「ヘアー化粧品」（ピアス化粧品）、「カクカン酢」（マルカン酢。厳密にはマルカン酢はジェリー藤尾時代の提供）と出ていた。このセットは、前述の『紅白歌のベストテン』の物と同じ。また、桃の節句時（時期不明）に放送したオープニングでは、雛壇に雛人形に扮したレギュラーが座り、タイトルコールをすると、雛壇が滑り台に変形してレギュラーが落とされるギャグがあった。
- テレビ朝日『所さんの家族まるだし』…2組の家族がゲームを行い、勝ちチームの父親が坂の上のベンチに座り、負けチームの父親がもう一方のベンチに座る（ベンチの裏にはそれぞれ「イカレポンチ」と「チータカタッタァ」と書いてある）。勝ちチームの母親は司会の所ジョージの「お父さんは?」の声に対し、「イカレポンチ」か「チータカタッタァ」のどちらかを言う。すると、言われた方が書いてあるベンチが滑り台に変形して、父親は落とされる。負けチームの父親が落とされたら賞品が貰える。
- テレビ朝日『探シタラTV』･･･2020年9月26日放送の『探シタラTV SP 事務所対抗!次世代スターを探シタラ』内の一企画として行われ、奥村うどん（スタンダップコーギー）、酒井尚（ザ・マミィ）、杵渕はな（はなしょー）、丸山桂里奈の4名が挑戦した[9]。
- テレビアニメ『ハヤテのごとく!』…#50「クイズ! 宿敵と書いて友と読む!!」終盤の決勝用のクイズの形式として登場。作中でも屈指の「高所恐怖症」であるヒナギクは高いところに上げられたくない一心で正解し続けるという必死の頑張りを見せる一方、ペアとして出場した歩は傾斜が高くなったことで滑り台の途中で両足で踏ん張る羽目になるという扱いを受けていた。
- テレビアニメ『アイドルマスター シンデレラガールズ』…#9「“Sweet” is a magical word to make you happy!」作中バラエティー番組の終盤の決勝用のクイズとして登場（形式は3対3のチーム戦で、滑り台もそれに合わせて三人分あり、最後に一人でも残っていたチームが勝ちというルールだった）。「働いたら負け」を豪語する双葉杏が普段とは違う物知りな一面を見せて、チームを勝利に導く。
- テレビCM『Shadowverse』（Cygames）…ゴールデンボンバーの4人がスマートフォン向けカードバトルゲーム「Shadowverse」で対決する。2017年の正月用に放送されたCMでは「新春シャドバ対決」と題して、4人全員が雪だるま姿でダイビングクイズを模したセットで対決していた[10]。

## 備考
- 勝ち抜き制になってから当初5人勝ち抜くには、大体2 - 3週掛かったが、末期は番組がスピーディに進行するルールになったため、大体2週で7人勝ち抜きが出た。
- 番組のオープニングでは、以下の見せ方で、番組の特徴を視覚的にアピールした。
  - （中期）司会者2名がそれぞれ左右の滑り台に座ってオープニング口上[11]をして、風船の海にダイビング。
  - （後期）左右の滑り台に女性アシスタントがそれぞれ座り、中央の位置で司会者が番組名をコールして、アシスタントが1段傾いた滑り台から風船の海へダイビング。
- 番組放送当時（1973年 - 1974年）クイズ王と言われた囲碁棋士の小山鎮男は、5人抜き時代にあと一人で優勝だったが、対戦相手も強豪で、足掛け2週目に負けたが、番組末期の7人抜き時代に、再挑戦で1日で7人抜きチャンピオンの快挙を成し遂げた。
- 一方、『アメリカ横断ウルトラクイズ』の第1回優勝者である松尾清三も当番組への出場経験があり、6人勝ち抜きの記録を残している。勝った対戦のなかには解答の際に出した大声で慌てた対戦相手が、その拍子に滑り台から落ちて勝負がついたものもあったという。しかし「番組10年続いたんですけど、ぼくが6人目（勝ち抜き）のところで、（番組自体が）ちょうど終わっちゃった」（本人談）とのことで、7人抜き達成にまでは到らなかった[12]。
- 解答者のすべり台が高くなっていた時、はんじ・けんじのいわゆる「ちゃちゃ入れ」を受けて風船プールに落ちて失格になった例もあった。
- 司会がジェリー藤尾になった時には風船が1個も無く、トランポリンのみだった。しかし約半年後に風船の海を復活させた。
- 収録は初期はMBS千里丘放送センターでのスタジオ収録だったが、のちに「ミリカホール」での公開収録になっている。
- 収録場所が「ミリカホール」に変わってからのはんじ・けんじ時代には、不定期に「一発クイズ」なるクイズがラストに行われていた。これは、会場から募った2名の解答者が1問のクイズに挑戦するもので（解答権は挙手だった）、正解すると賞品が与えられた。またこの「一発クイズ」は決着が付くと、即座に双方の滑り台が傾いて、双方とも落とされる事になっていた。
- NETテレビ広報部発行の番組広報誌「テレビ・メイト」（1969年8月号）の「特集・あなたはクイズ人間か？」にて、はんじ・けんじ時代のスチール写真が掲載されている。
- 2001年9月9日放送の毎日放送開局50周年記念特番『激動の半世紀!復活あどランでOH!OH!』（関西ローカル）内で放送された『アップダウンクイズ』復刻版で、個人戦時代のスチール写真が放送された。